# The Walks Stadium
The Walks Stadium – stadion piłkarski w King’s Lynn, w Anglii (Wielka Brytania). Został otwarty w 1879 roku. Może pomieścić 8200 widzów. Swoje spotkania rozgrywają na nim piłkarze klubu King’s Lynn Town.
Stadion został otwarty w 1879 roku, co czyni go jednym z najstarszych stadionów w Anglii. Trybuna główna, usytuowana po stronie południowej, powstała w latach 1955–1956, a jej inauguracja z udziałem ówczesnego przewodniczącego FIFA, Arthura Drewry’ego, miała miejsce 18 sierpnia 1956 roku. Od 25 września 1963 roku obiekt wyposażony jest w sztuczne oświetlenie.